# 松川半山
松川 半山（まつかわ はんざん、文政元年〈1818年〉 - 明治15年〈1882年〉10月21日）とは、江戸時代後期から明治時代にかけての大坂の浮世絵師。

## 来歴
菅松峰の門人。本姓は奥氏、名は安信。通称は高二。字は義卿。翠栄堂、霞居、直水などと号す。大坂西横堀石屋橋畔に狂歌師の鬼粒亭力丸こと松川為一（1774-1848年）の子として生まれた。12歳の時に菅松峰に絵を学び、師の画系である丹羽桃渓や岡田玉山らの画風を研究して一家をなす。風景画を得意とし、幕末のころ暁鐘成と提携して「京阪名所図会」など名所絵に筆をとったほか、『浪花新聞』 (1877年11月廃刊) や軍記物の挿絵を残している。
代表作として暁鐘成が著した地誌で文久元年（1861年）刊行の『淀川両岸一覧』、雲和亭湖竜の編んだ嘉永3年（1850年）刊行の雑俳書『画口合瓢之蔓（えぐち あいふくべの つる）』三巻3冊などが挙げられる。他に仏教書『阿弥陀経和訓図会』三巻3冊、読本『左刀奇談』五巻5冊、文久4年（1864年）刊行の『絵本豊臣琉球軍記』後編10冊、『地口行燈』二編2冊（刊行年不明）と、土屋正義の小説『絵本石山軍記』三編10巻30冊の挿絵（明治14–16年(1881–1883年)） なども知られている。
明治維新後は、文明開化した都市の繁栄や風俗をいち早く取り入れた書物や、文部省の教科書作成にも参画し書道から絵画、算数の指導書を手がけた。1882年（明治15年）11月22日死去。享年65。

## 主な作品
- 鬼拉亭力丸 (編)『造物趣向種』(つくりもの しゅこうの たね)、松川半山 (画)、大坂 : 河内屋太助など、天保8年（1837年）、2冊、フリーア美術館ほか所蔵[注 2]。
- 八功舎徳水[注 3]、作助[注 4]『絵本豊臣勲功記』(えほん とよとみ くんこうき)、9編90冊、読本。一勇斎国芳[注 5](画)、一宝斎芳房[注 6](補)、松川半山 (画・6編以降)[注 7]。

- - 初編、安政4年（1858年）。
  - 2編、同5年（1859年）。
  - 3編、同6年（1860年）。
  - 4、5編、同7年（1861年）。
  - 6編、文久3年（1863年）。
  - 7編、慶応4年（1868年）。
  - 8編、明治15年（1883年）。
  - 9編、明治17年（1885年）。

### 明治期
- 数学卜部精一, 松川半山(画)『新選洋和算(しんせん ようわさん)』松根堂、1873年。CRID 1130282272791667072。hdl:2309/00176167。「明治6年」
- 海図正樹齊美、加藤祐一 (補訂)『新增補大日本船路細見記』、書肆積玉圃柳原喜兵衛、明治6年（1873年）。彩色図。17丁、1冊、12×18cm、横版。
- 西洋画『西画早学』(せいが はやまなび)、大阪：梅原亀七、明治7年（1874年）。絵画。
- 地理黒田麹廬行元『世界都府尽』、京都：文求堂、明治7年（1874年）、86丁、22.7×16.0cm、1冊 （国立国会図書館デジタルコレクション）
  - 黒田／粷盧, 松川／半山『世界都府尽』田中／治兵衛〈京〉〈東京書籍株式会社付設教科書図書館東書文庫，一般，カ2-7・1-6-1552〉、1847年。doi:10.20730/100264069。「国書データベース」
- 辞典『女教諭躾種』(おんな きょうゆ しつけぐさ)、明治8年（1876年）、往来物解題辞典 [12]。
- 教科指導註・画『小学入門教授解』(しょうがく にゅうもん きょうじゅかい)、大阪：三木書楼、明治9年1月 (1877年)[13]

書道加藤祐一『五十韻之原由』 (ごじゅういんの わけ)、村田海石 (書)、松川半山 (画)、浪華(大阪) : 柳原喜兵衛、明治6年（1873年）、2冊、22.3cm。
- 博物学『画引博物図註解』 (えびき はくぶつず ちゅうかい)、明治9-10年。
  - 「植物之部」巻之一[14]・二[15]
  - 「鳥獣虫魚之部」巻之三[16]。

### 肉筆画
| 作品名                                                                       | 技法     | 形状・員数                           | 寸法（縦x横cm）   | 所有者 | 制作年                          | 落款           | 印章                                            | 備考                            |
| ---------------------------------------------------------------------------- | -------- | ------------------------------------ | ----------------- | --- | ------------------------------- | -------------- | ----------------------------------------------- | ------------------------------- |
| 「浪華勝槩帖」のうち 「地蔵まつり」 「さらへ講」 「野崎観音詣」 「合法ヶ辻」 | 絹本著色 | 全95図の内4図                        | 20.6x18.3         | 大阪歴史博物館 | 嘉永元年（1848年）12月          | 半山（各）     | 「半」朱文方印（各）・「山」白文方印（各）      |                                 |
| 大坂祭事風俗図                                                               | 絹本著色 | 1幅                                  | 94.3x32.2         | 大阪歴史博物館大阪歴史博物館編集 『特別展 大阪の祭り ―描かれた祭り・写された祭り―』 大阪府神社庁、2009年7月15日、p.10。 | 不明                            | 半山霞居       | 「半山」朱文方印・「斬丶霞居」                  |                                 |
| 木村名啓翁画像                                                               | 紙本著色 | 1幅                                  |                   | 大阪歴史博物館 | 万延2年（1861年）2月5日         | 翠榮堂半山寫   | 「松川安信」白文方印・「義郷」白文方印          | 花家主人賛、像主は暁鐘成。      |
| 納涼風俗図                                                                   | 絹本著色 | 額装1面                              | 38.8x189.7        | 尼崎市教育委員会 | 万延2年～明治2年（1861-69年）頃 | 翠榮堂半山     | 「松川安信」白文方印・「義郷」白文方印          |                                 |
| 風俗図                                                                       | 絹本著色 | 4幅                                  | 25.3x横42.9（各） | 尼崎市教育委員会 | 不明                            | （4幅の内1図） | 「松川」朱文方印（各）・「半山」白文方印 （各） | 印章は「雲烟過眼」乾-10と同じ。 |
| 雲烟過眼帖                                                                   | 絹本著色 | 乾」・「坤」2帖のうち 「乾帖」の19図 | 18.7x17.7（各）   | 大阪歴史博物館 | 明治元年-2年（1868-69年）       |                |                                                 |                                 |

## 関連資料
出版年の古い順。
- 『女教諭躾種』群正堂 (明治8年刊) の復刻。『小学教師心得 . 小学教師必携 . 小学教師心得入門 . 女教諭躾種』諸葛信澄、山口俊一 (著)、文部省 (編)、上沼八郎 (監修)、ゆまに書房〈明治・大正教師論文献集成 1〉、1990年7月。
- 展示図録『松川半山展／幕末・明治初期の挿絵画家』、大阪府立中之島図書館、2000年。平成12年度初夏の開催。